# Église Saint-Augustin de Gênes
L'église Saint-Augustin (italien : chiesa di Sant'Agostino ; génois : gêxa de Sant'Aostin) est une église du centre historique de Gênes, au nord de l'Italie. Elle est aujourd'hui désaffectée, parfois utilisée pour des représentations du Teatro della Tosse voisin. Dans les locaux du couvent attaché à l’église se trouve le Musée de la sculpture et de l’architecture ligure, inauguré en 1984.

## Histoire
Commencée par les Augustins en 1260, c'est l'un des rares édifices gothiques subsistant dans la ville, après les nombreuses démolitions du XIXe siècle. L'édifice a été sérieusement touchée par deux bombardements aériens en 1942 et 1944, puis restauré par la suite. Après la guerre, le complexe a été utilisé pendant quelques décennies comme dépôt de sculptures, de fragments architecturaux et de fresques détachées des églises détruites, qui ont formé le noyau du Musée de sculpture de Sant’Agostino, finalement ouvert en 1984. 

## Description
L'église a une façade typique avec des rayures bichromes en marbre blanc et pierre bleue, avec une grande rosace au milieu. À noter le portail ogival avec, dans la lunette, une fresque représentant saint Augustin de Giovanni Battista Merano. Sur les côtés se trouvent deux fenêtres à double meneau.
L'intérieur, très vaste, a une nef et deux bas-côtés divisés par des arcs ogivaux soutenus par de robustes colonnes à chapiteaux cubiques. L’un des éléments les plus intéressants de l’église est le majestueux campanile en brique. L'église possède également deux cloîtres, l'un de forme triangulaire, unique à Gênes, et un second, plus grand et rectangulaire. Ces cloîtres sont désormais intégrés dans le musée.

## Galerie

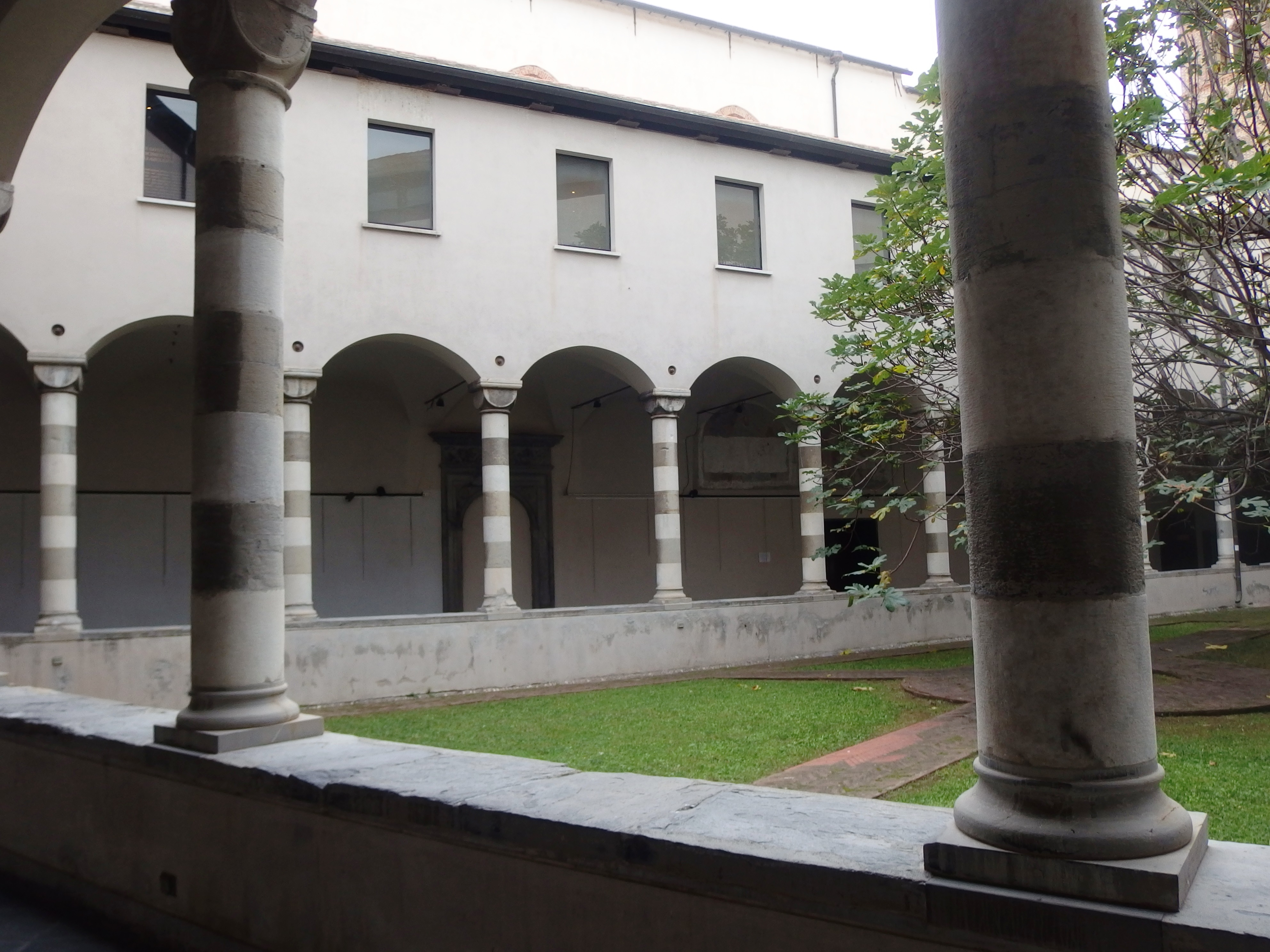
Le cloître.
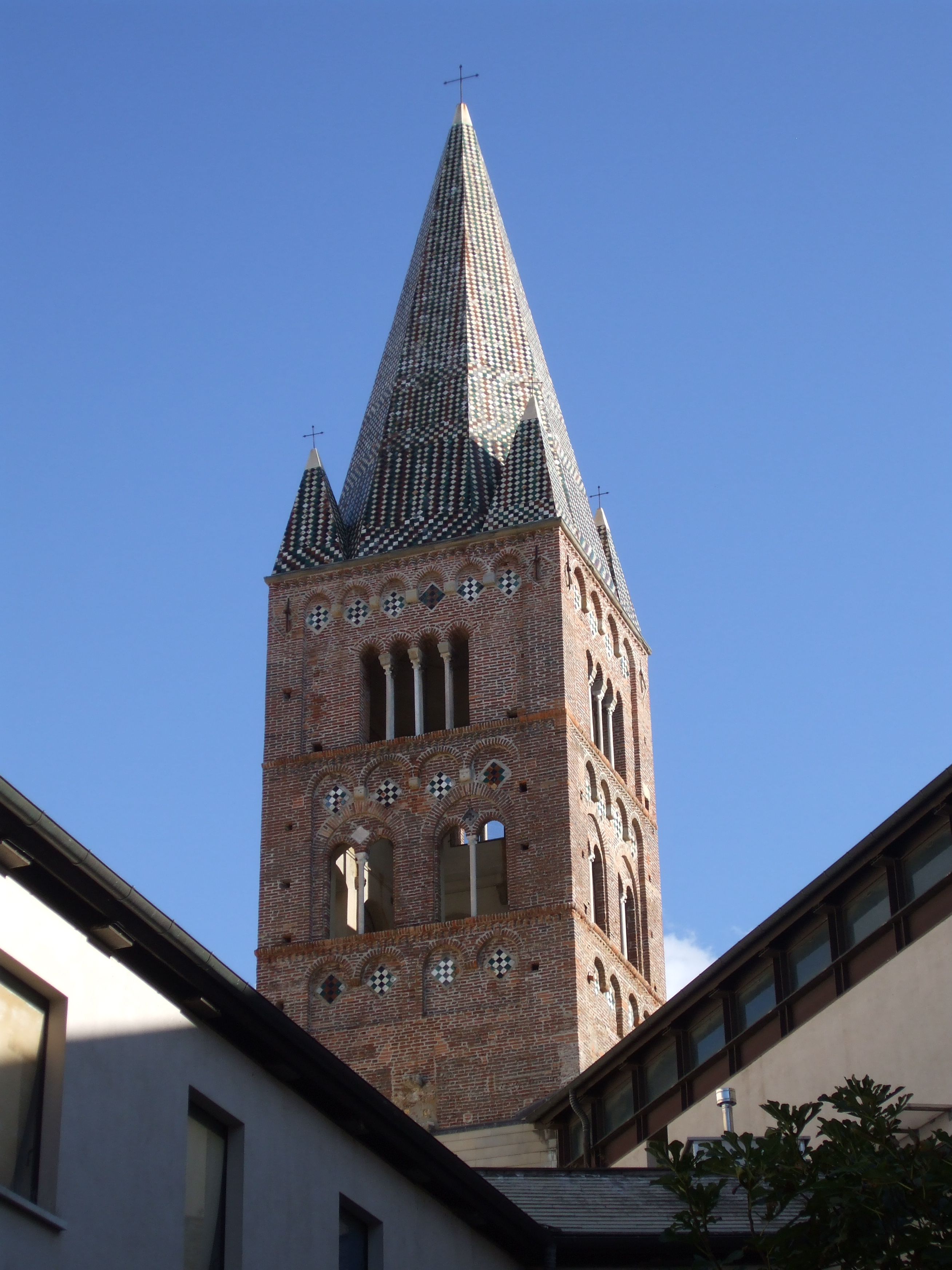
Le campanile.
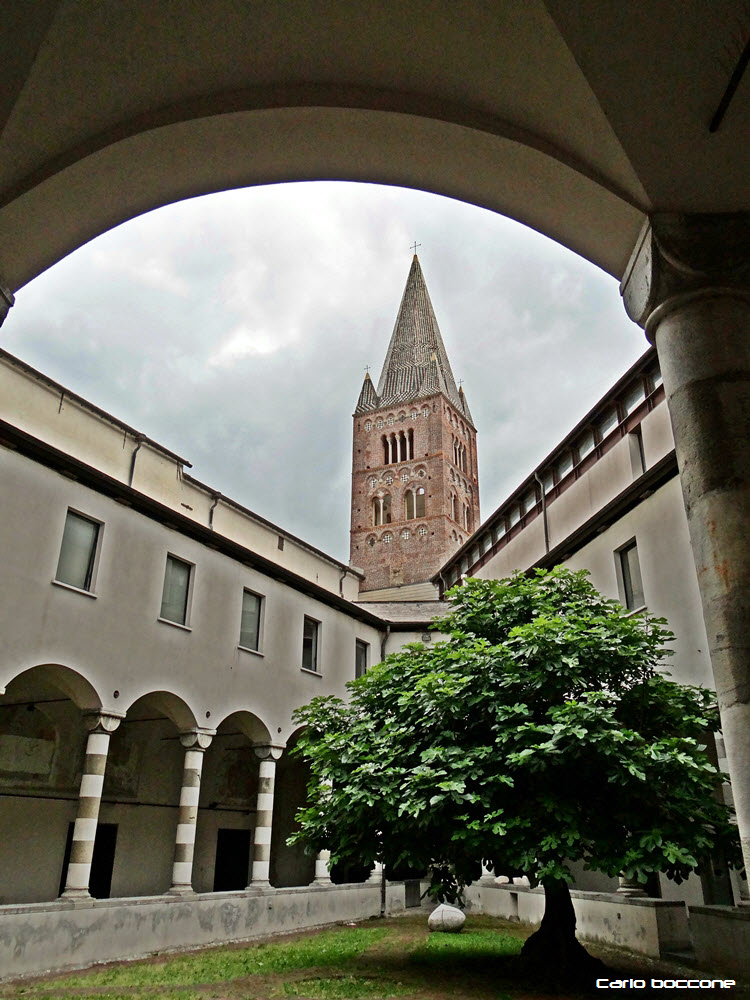
Vue du cloître.
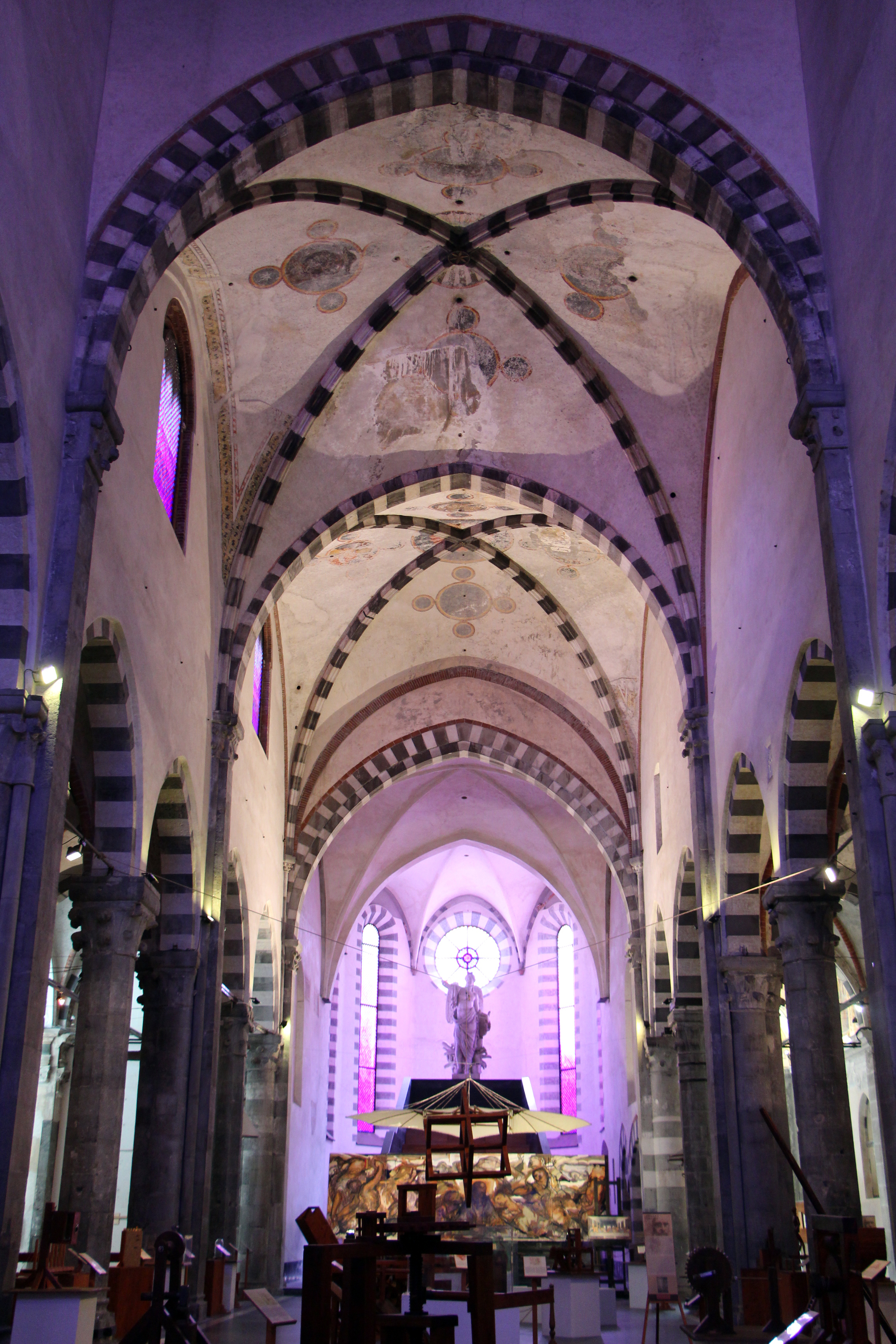
Intérieur.
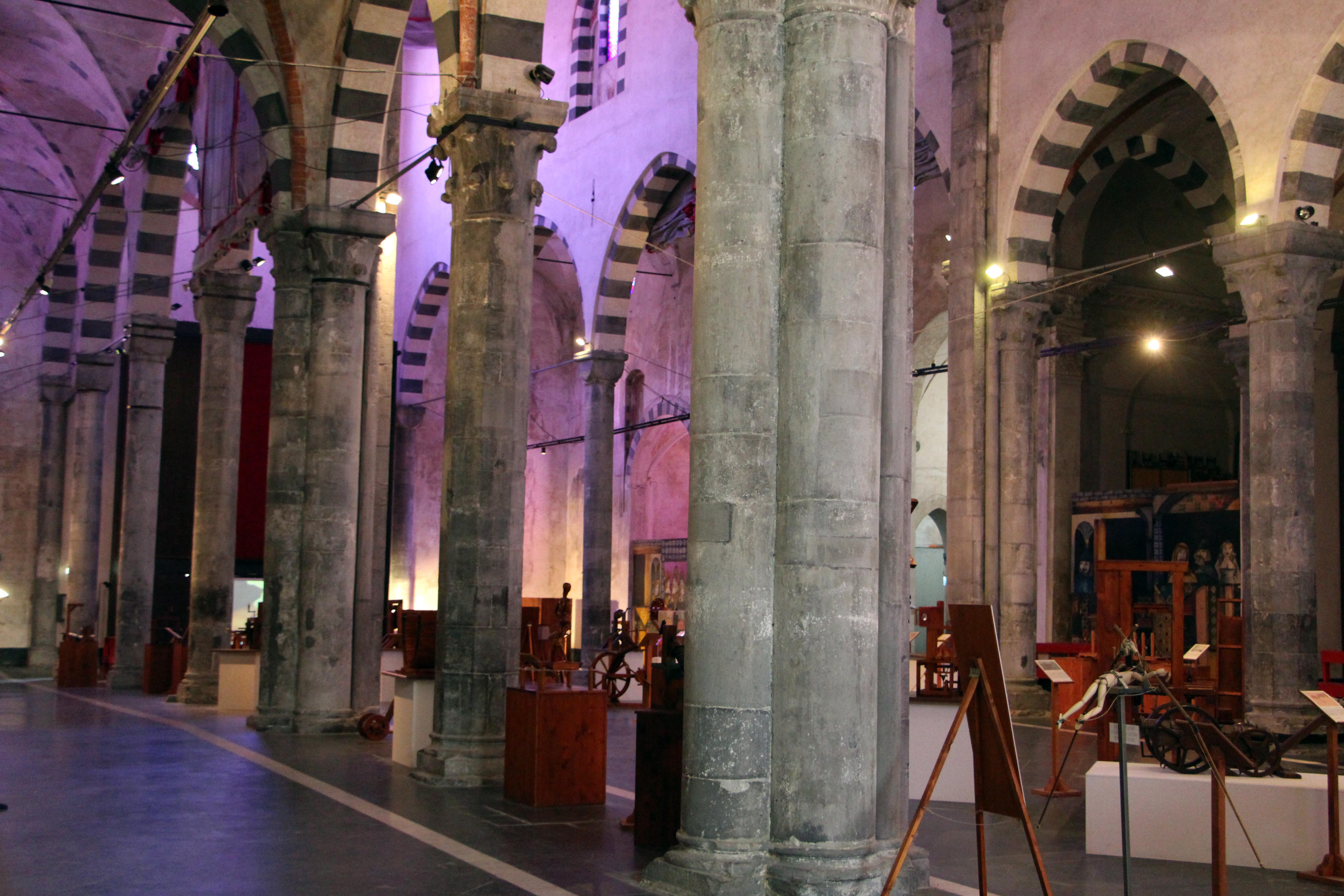
Détail.
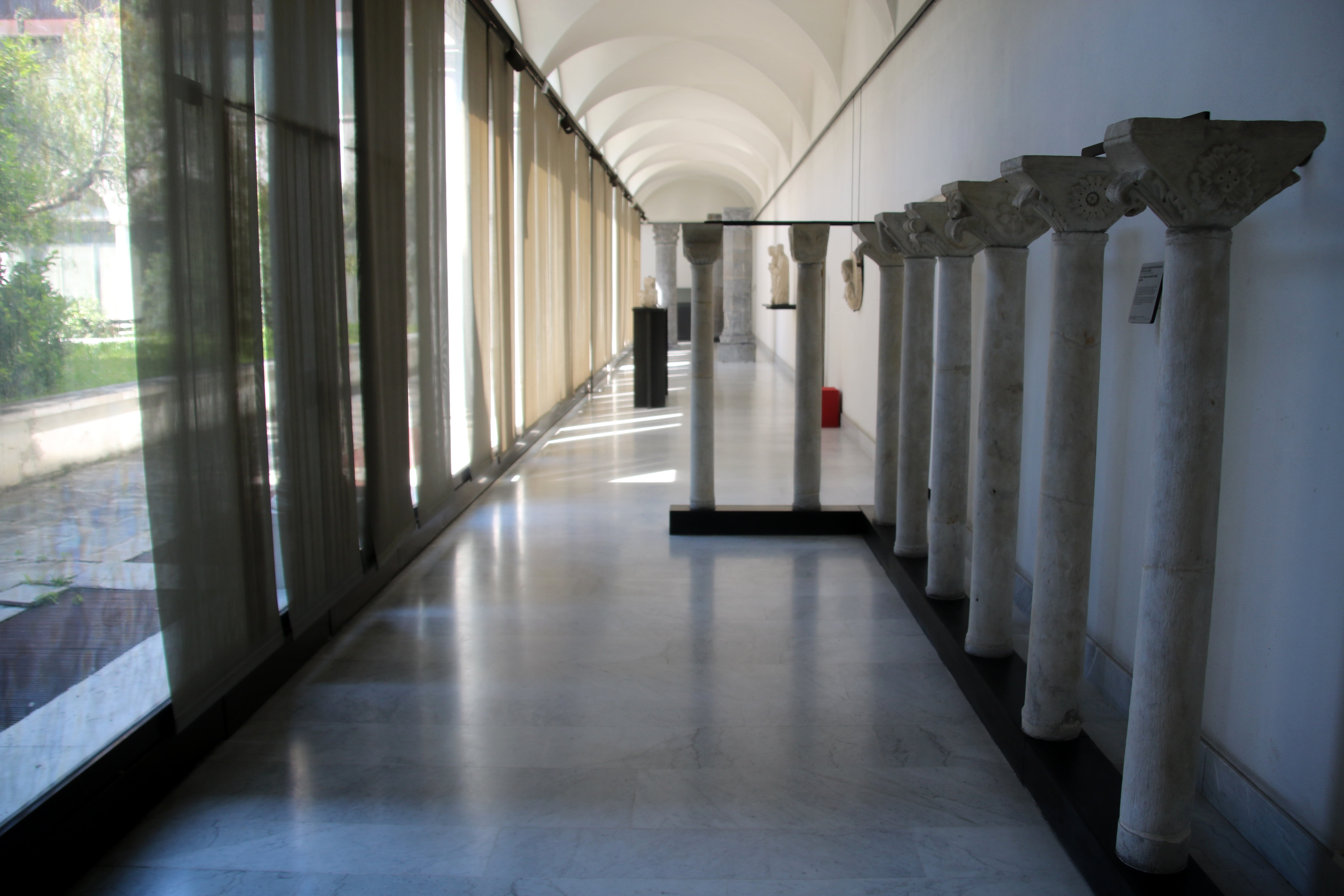
Musée.
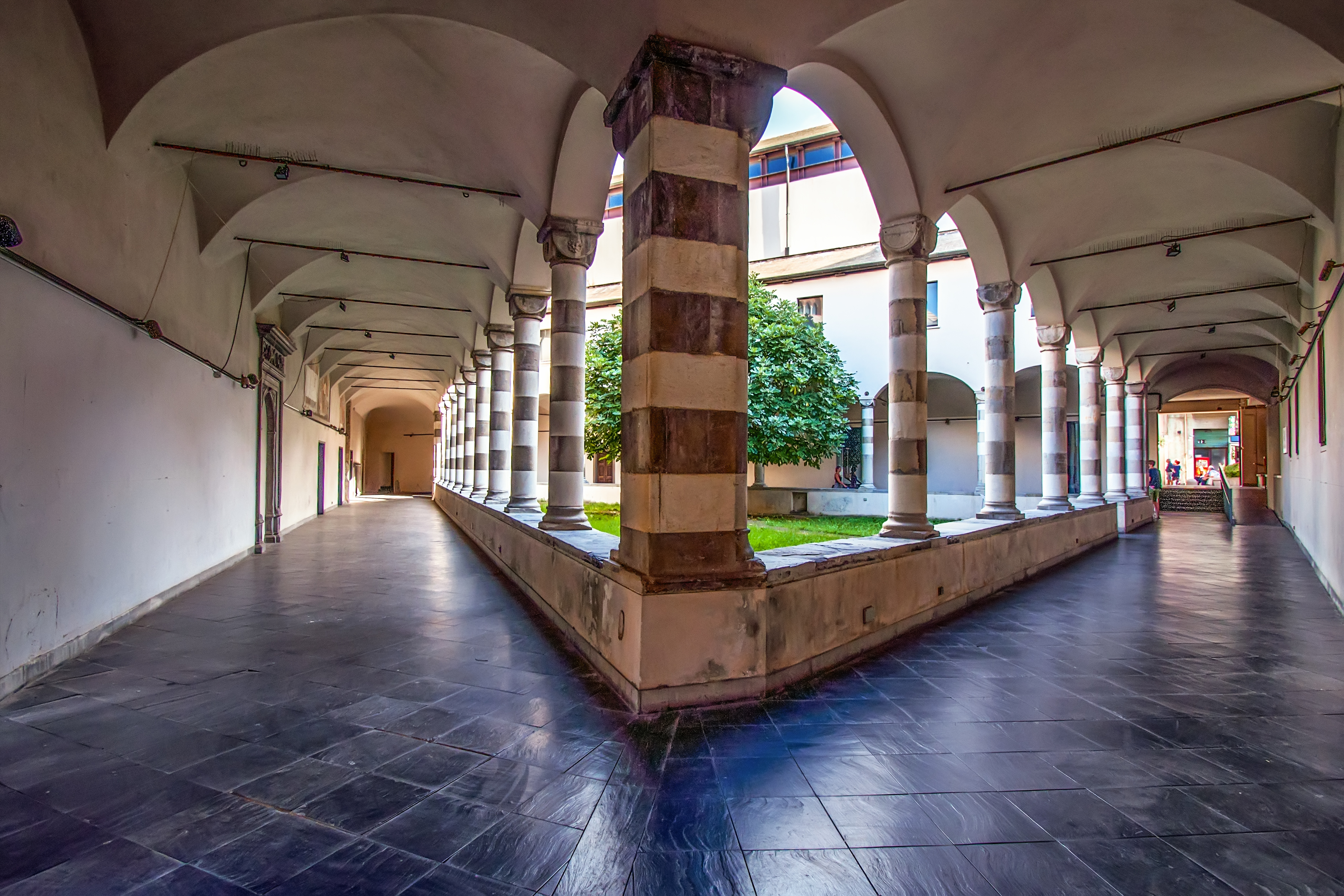
Vue du cloître.
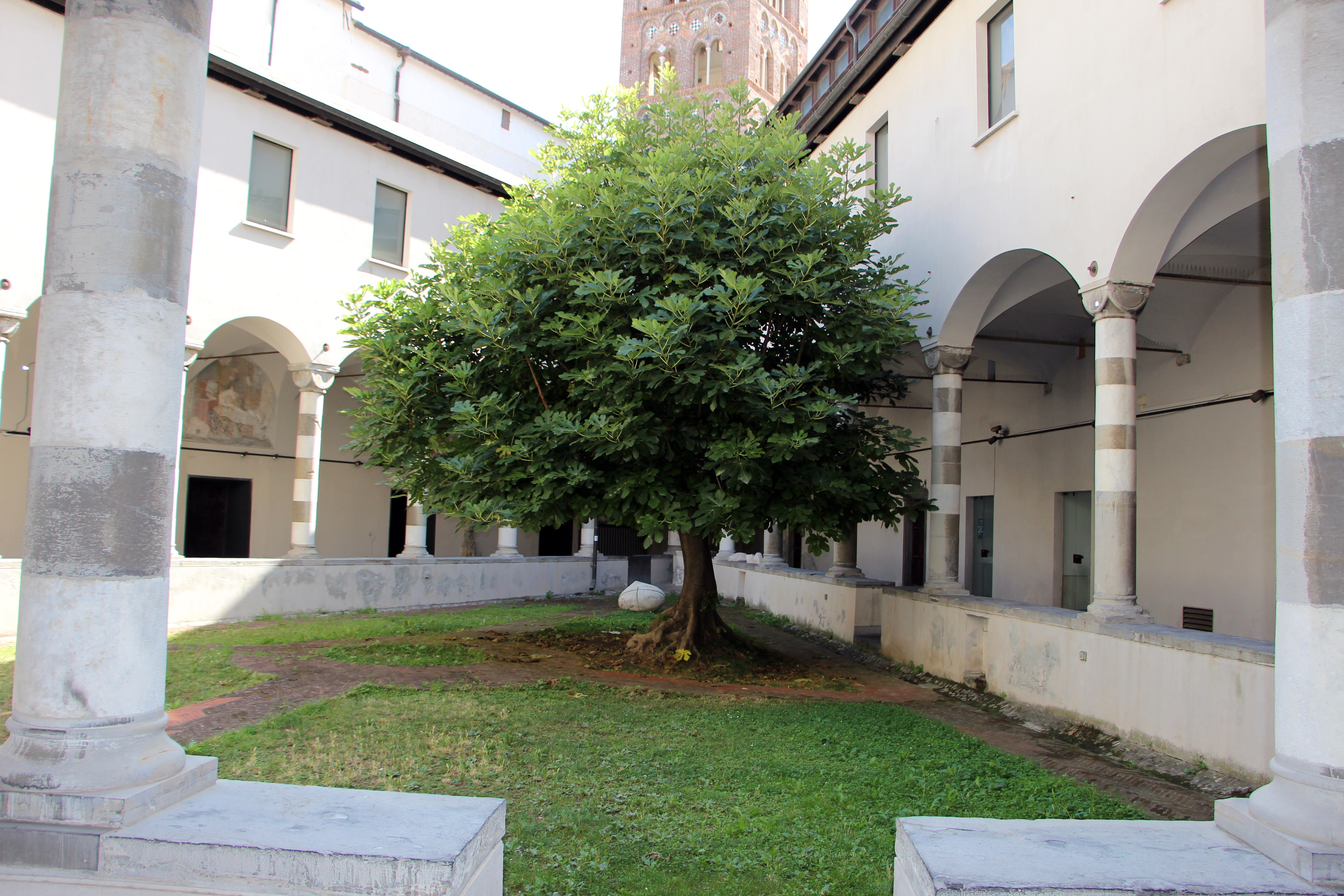
Cloître triangulaire.